# San Martín de Trevejo
San Martín de Trevejo (Fala: Sa Martín de Trebellu) ist ein Ort und eine Gemeinde (municipio) mit 702 Einwohnern (Stand: 2024) im Norden der Provinz Cáceres in der Autonomen Region Extremadura im Westen Spaniens. Der alte Ortskern ist als Kulturgut (Bien de Interés Cultural) in der Kategorie Conjunto histórico-artístico eingestuft.

## Lage
Der Ort San Martín de Trevejo liegt im Valle de Jálama im Nordwesten der Provinz gut 120 km (Fahrtstrecke) nordwestlich der Provinzhauptstadt Cáceres in einer Höhe von ca. 795 m. Im Nordosten des Gemeindegebiets befindet sich der dritthöchste Berg der Region, der ca. 1490 m hohe Jálama. Das Klima ist gemäßigt bis warm; Regen (ca. 770 mm/Jahr) fällt hauptsächlich im Winterhalbjahr.

## Bevölkerungsentwicklung
| Jahr      | 1857  | 1900  | 1950  | 2000 | 2021 |
| Einwohner | 1.797 | 1.655 | 1.666 | 998  | 754  |

Der deutliche Bevölkerungsrückgang seit den 1950er Jahren ist im Wesentlichen auf die Mechanisierung der Landwirtschaft sowie die Aufgabe bäuerlicher Kleinbetriebe und den damit einhergehenden Verlust von Arbeitsplätzen zurückzuführen.

## Wirtschaft
Die fruchtbaren, aber steinigen Böden der Umgebung lieferten die Grundlage für den Anbau von Weizen und anderen Feldfrüchten für die in früheren Zeiten vorwiegend als Selbstversorger lebenden Einwohner. Auch Viehzucht wurde in hohem Maße betrieben. Im Ort selbst ließen sich sukzessive Händler, Handwerker und Dienstleister aller Art nieder. Heute spielt der sommerliche Tourismus eine große wirtschaftliche Rolle.

## Geschichte
Bronze-, eisenzeitliche, römische, westgotische und selbst maurische Funde wurden nicht gemacht. Die Region wurde um das Jahr 1200 von den kastilisch-leonesischen Truppen Alfons’ IX. (reg. 1188–1230) „zurückerobert“ (reconquista) und sukzessive von Christen aus dem Norden und von Flüchtlingen aus Al-Andalus wiederbesiedelt (repoblación). Es entstand eine Komturei des Johanniterordens. Im Hochmittelalter konnte sich der Ort gegen Zahlung eines Geldbetrags vom Nachbarort Santibáñez el Alto lösen.

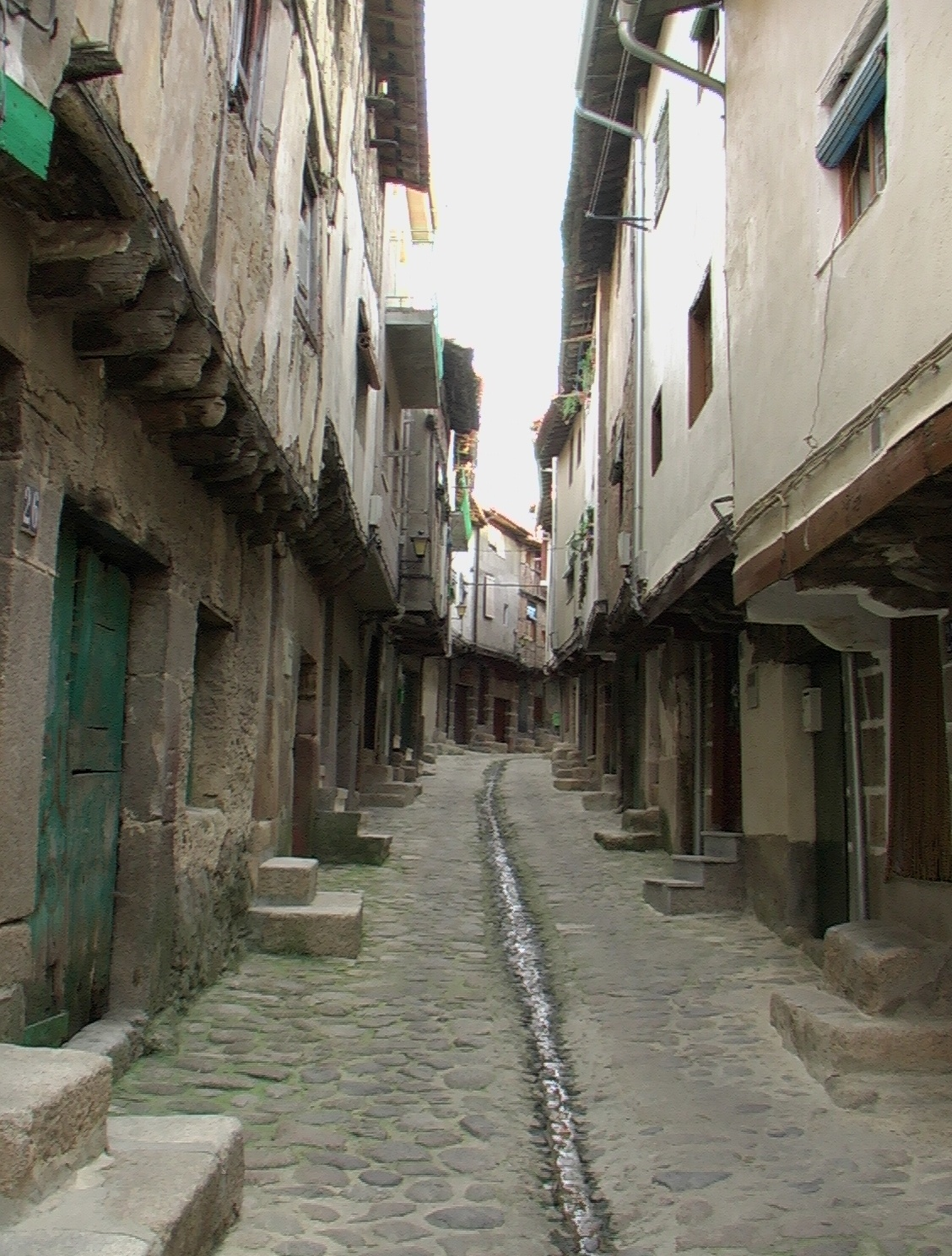
Gasse im Ort

## Sehenswürdigkeiten
- Hauptattraktionen des Ortes sind die Plaza Mayor und die von ihr ausgehenden Gassen mit ihren Bruchstein- und/oder Fachwerkbauten.[8]
- Die Casa del Comendador wurde im 16. Jahrhundert aus mehr oder weniger exakt behauenen Steinen errichtet; es war der Sitz der Johanniter-Komturei.
- Die Kirche San Martín de Tours wurde in der ersten Hälfte des 17. Jahrhunderts an der Stelle eines älteren Vorgängerbaus errichtet und in den Jahren 1653/54 vollendet. Von der Vorgängerkirche stammt der Glockenturm (campanario) an der Plaza Mayor, an dem noch ein steinerner Wappenschild Karls V. zu sehen ist. Die dreischiffige mit einer Holzdecke versehene Kirche beherbergt drei imposante spätbarocke Schnitzaltäre im Stil des Churriguerismus aus dem 18. Jahrhundert.

Umgebung
- Ca. 10 km südlich des Ortes thront die ursprünglich dem Alcántaraorden gehörende Burgruine von Trevejo auf einer Anhöhe.
- Im Rahmen einer hin und zurück ca. 20 km langen Wanderung kann der Gipfel des Pico Jálama bestiegen werden.

## Sonstiges
In San Martín de Trevejo wird – wie auch in anderen Orten des Valle de Jálama (z. B. den Nachbarorten Eljas und Valverde del Fresno) – von etwa 80 % der Bevölkerung A Fala gesprochen, eine lokal verbreitete ibero-romanische Sprache, die mit dem Galicischen und Asturianischen verwandt ist.